# Klingande
Klingande, nome d'arte di Cédric Steinmyller (Croix, 14 maggio 1990), è un disc-jockey e produttore discografico francese, conosciuto maggiormente per il suo singolo Jubel.
A inizio carriera era affiancato da Edgar Catry che però in seguito, per motivi non resi noti, ha abbandonato il duo.

## Biografia
Il suo debutto risale all'aprile del 2013 con il brano Punga. Il 10 settembre 2013 è stato pubblicato Jubel, che ha raggiunto il primo posto in Italia, Germania, Austria, Svizzera e nelle Fiandre.
Nel 2015 ha avuto successo con Riva (Restart the Game) riportandosi ai vertici delle classifiche internazionali.
Il 26 agosto 2016 è uscito il singolo Somewhere New, in collaborazione con M-22.

## Discografia

### Singoli
- 2013 - Punga
- 2013 - Jubel

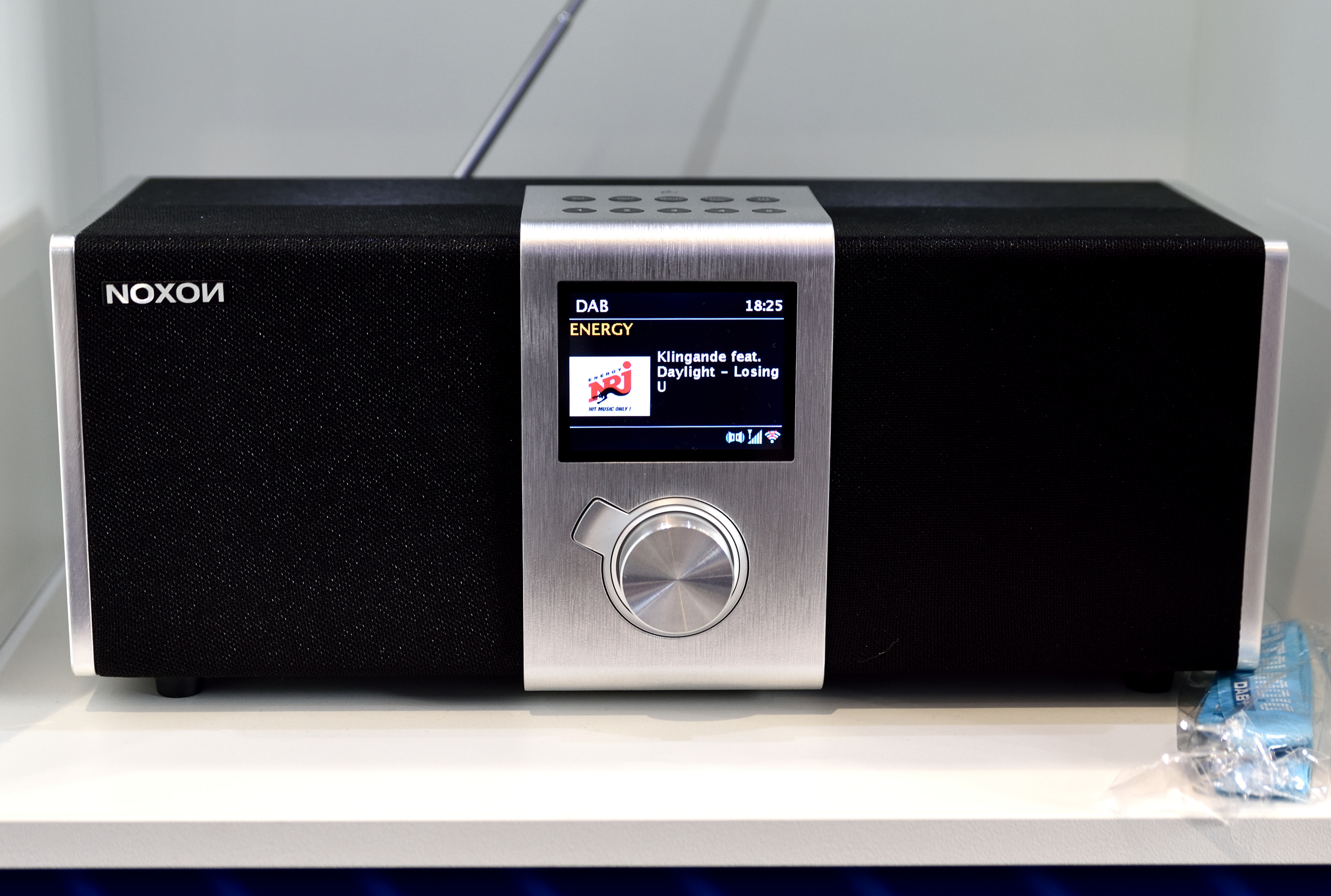
Losing U suona su NRJ (DAB+)

- 2015 - Riva (Restart the Game) (featuring Broken Back)
- 2016 - Losing U (featuring Daylight)
- 2016 - Somewhere New (featuring M-22)
- 2017 - Pumped Up
- 2018 - By The River (featuring Jamie N Commons)